# Philip Julius Lichtenberg
Philip Julius Lichtenberg (Leusden, 26 april 1637 - april 1678) was een Nederlands koloniaal bewindsman.
Lichtenberg studeerde te Utrecht en te Leiden rechten en behaalde de graad van licentiaat. In de krijgsdienst getreden werd hij, opgeklommen tot kapitein van een compagnie voetknechten, in 1666, met kapitein Maurits de Rama aangesteld tot bevelhebber van de troepen, die onder Abraham Crijnssen naar Suriname voeren en de kolonie op de Engelsen veroverden.
Door de Staten van Zeeland tot gouverneur van Suriname benoemd, vertrok hij, zonder de eed op zijn commissie gedaan te hebben, op 4 december 1668 daarheen. Na enige wrijving met de Staten van Zeeland keurden de Algemene Staten de benoeming goed en op 16 februari 1669 aanvaardde Lichtenberg het bestuur. In de nieuwverworven kolonie was de toestand niet bemoedigend; de gevolgen van de plundering door John Harman en de neef van Francis Willoughby, Henry Willoughby en van het wegvoeren van vele Engelse kolonisten met hun slaven, deden zich terdege voelen.
De overgebleven kolonisten waren meer Engels dan Hollands gezind en velen van hen vertrokken later met hun slaven naar Barbados en Antigua. Lichtenberg betreurde dit niet, omdat, zoals hij op 24 februari 1671 aan de Staten-Generaal schreef, de overgrote meerderheid van de vertrekkenden pure schurftige canaille was. Dadelijk na zijn komst stelde Lichtenberg een "Politycken Raedt" en een "Raedt van Justitie" in. Beide raden bestonden uit 5 leden, voorgezeten door de gouverneur. De politieke raad was adviseur van de gouverneur en samengesteld uit Nederlanders. De raad van justitie bestond uit 3 Nederlanders en 2 Engelsen, dit op uitdrukkelijk verlangen van de Staten van Zeeland.
Daarop werd de wetgeving ter hand genomen en werden achtereenvolgens uitgevaardigd wetten omtrent "Erffenissen, voogdschap ende voogdije", "Publijcke acten" en "de Instrumenten" benevens "Criminelle en Penaale". De criminele wetten kenmerkten zich door grote strengheid; de "hooge Crimen", waartoe ook slaan van ouders en diefstal van vee behoorden, werden met de dood gestraft; evenzo overspel tussen gehuwde personen; tussen gehuwden en ongehuwden had het voor de eerste de doodstraf ten gevolge, voor de ongehuwden een "swaere ende rigoureuse" straf.
Paramaribo was toen reeds de zetel van het bestuur, maar soms hield de gouverneur met zijn politieke raad ook zitting in het stadje Thorarica.
Ziekte noodzaakte hem zijn ontslag te vragen; hij stelde evenwel zijn vertrek uit om James Bannister c.s. als afgezanten van de koning van Engeland af te wachten en met hen te overleggen hoe de Engelse planters met de minste verliezen van hun plantages konden afkomen. In maart 1671 legde hij het bestuur neer.
Bij het vernemen van Lichtenbergs vertrek drukte de Nederlandse gezant te Londen, Jan Boreel, in een brief aan de Staten van Zeeland daarover zijn grote spijt uit en door de kolonisten werd hij "een genereus en verstandigh heer" genoemd. Toen hij op 25 maart 1671 via Tobago huiswaarts ging, kon vrijwel gezegd worden, dat er een betrekkelijke tevredenheid heerste. De ongewenste elementen waren vertrokken. In Nederland teruggekeerd trad Lichtenberg weer in de krijgsdienst, maar hij bleef de koloniale adviseur van de Staten van Zeeland.
- International Standard Name Identifier: 0000 0003 8738 7991
- Nederlandse Thesaurus van Auteursnamen: 328660361
- Virtual International Authority File: 280349851